# Tetsuya Nomura
Tetsuya Nomura (japanisch 野村哲也 Nomura Tetsuya, * 8. Oktober 1970 in Japan) ist Gamedesigner, Regisseur, Konzeptzeichner und Charakterdesigner in der Videospielefirma Square Enix. Bekannt ist er unter anderem für das Charakterdesign der Final-Fantasy-Spielreihe in den Teilen Final Fantasy VII, Final Fantasy VIII, Final Fantasy X, Final Fantasy XIII und  Final Fantasy XV sowie der Kingdom-Hearts-Reihe, bei der er zusätzlich auch als Regisseur und Konzeptzeichner fungierte. Nomura war außerdem Regisseur des Animationsfilms Final Fantasy VII: Advent Children.

## Stil
Nomuras Stil beinhaltet westliche Mode in eigener Kreation, die teilweise sehr phantasiereich und unrealistisch bzw. physikalisch unkorrekt ist. Seine favorisierte Farbwahl besteht meist aus grellen und kräftigen Farben, wie Rot, Gelb oder Blau. Männliche Charaktere zeichnet Nomura oft sehr androgyn und feminin, was aber in der japanischen Kultur nicht weiter auffallend ist.
Zum Kolorieren verwendet Tetsuya Nomura ausschließlich Foto- und Bildbearbeitungsprogramme wie Photoshop oder etwa Corel Painter.
Repräsentativ für seine Art Figuren zu entwerfen stehen Cloud Strife – Protagonist aus Final Fantasy VII – mit spitzer zackiger Frisur und einem übergroßen Schwert als Waffe und dessen Gegenspieler Sephiroth, der als Waffe das überlange Odachi „Masamune“ führt.
Im Laufe der Jahre, in denen Tetsuya Nomura als Charakterdesigner arbeitete, änderte sich sein Stil und seine Art zu kolorieren. Deutlich wird dies, wenn man etwa die Originalcharaktere aus Final Fantasy VII von 1997 mit denselben Charakteren aus der Fortsetzung Final Fantasy VII – Dirge of Cerberus (2006) vergleicht.

## Aktuelle Projekte
Nomura ist maßgeblich an dem Projekt Fabula Nova Crystallis beteiligt.
Nachdem die Entwicklung an Final Fantasy XIII offiziell abgeschlossen ist, arbeitet er zurzeit hauptsächlich als Director an Kingdom Hearts 4, Final Fantasy VII - Remake und als Gastentwickler bei Final Fantasy XIV.

## Projekte (Auswahl)
- Final Fantasy VII (PlayStation): Charakterdesigner/Szenarioartist
- Brave Fencer Musashi (PlayStation): Charakterdesigner
- Parasite Eve (PlayStation): Charakterdesigner
- Final Fantasy VIII (PlayStation): Charakterdesigner/Szenarioartist
- The Bouncer (PlayStation 2): Charakterdesigner
- Final Fantasy X (PlayStation 2): Charakterdesigner
- Kingdom-Hearts-Reihe (PlayStation 2/Game Boy Advance/Nintendo DS/PlayStation 4): Konzept/Gamedesigner/Charakterdesigner
- Musashi: Samurai Legend (Playstation 2): Charakterdesigner
- Final Fantasy X-2 (PlayStation 2): Charakterdesigner
- Final Fantasy VII – Dirge of Cerberus (PlayStation 2): Charakterdesigner
- The World Ends with You (Nintendo DS): Charakterdesigner
- Dissidia: Final Fantasy (PSP): Gamedesigner/Charakterdesigner
- Final Fantasy XIII (Playstation 3/Xbox 360): Charakterdesigner
- Final Fantasy XV (Playstation 4/Xbox One): Charakterdesigner - anfangs auch Director, später durch Hajime Tabata ersetzt.
- Xenoblade Chronicles 2 (Nintendo Switch): „Torna“-Charakterdesigner
- Final Fantasy VII - Remake (Playstation 4): Director